# Die drei Pintos
Die drei Pintos (Jähns Werkeverzeichnis Anhang 5) ist eine Oper von Carl Maria von Weber und trägt die Bezeichnung: Scherzhafte Oper in drei Aufzügen. Der Text stammt von Theodor Hell nach der Novelle Der Brautkampf von Carl Seidel. Die Oper blieb unvollendet und wurde später postum bearbeitet und vollendet von Gustav Mahler.

## Handlung

### Erster Akt
Don Pantaleone und sein Freund Don Anselmo Fonseca möchten ihre beiden Kinder Clarissa und Don Pinto miteinander verheiraten. Don Pinto kennt Clarissa nicht und fährt daher nach Madrid, um sie kennenzulernen. Auf dem Weg dorthin kommt Don Pinto an einer Gaststätte vorbei, in der er eine Rast einlegt. In der Gaststätte wird gerade der Abschied des Studenten Gaston gefeiert. Don Pinto nimmt an dem Gelage teil und liegt nach einiger Zeit betrunken unter einem Tisch und schläft seinen Rausch aus. Gaston hat sein ganzes Geld ausgeben und beschließt den betrunkenen Don Pinto zu bestehlen. Er nimmt neben dem Geld auch dessen Papiere an sich und reist an Don Pintos Stelle nach Madrid.

### Zweiter Akt
Don Pantaleone hat sich mit seinen Verwandten und Freunden in der Ahnenhalle seines Schlosses versammelt. Man wartet auf Don Pinto, um ihn willkommen zu heißen. Clarissa ist betrübt. Sie liebt heimlich Don Gomez de Freiros und möchte Don Pinto nicht heiraten. Clarissas Zofe Laura weiß um deren Liebe zu Don Gomez und tröstet Clarissa.

### Dritter Akt
Inzwischen ist „Don Pinto“, der in Wahrheit Gaston ist, auf dem Schloss angekommen und wird gemeldet. Bevor dieser eintreten kann, wird er von Don Gomez abgefangen, der Gaston erklärt, dass Clarissa eigentlich seine Braut sei. Gaston möchte Clarissa nun nicht mehr heiraten und berät sich mit Don Gomez, wie weiter vorzugehen sei. Man beschließt, dass sich Don Gomez für Pinto ausgeben solle. Dieser wird als „Don Pinto“ herzlich von den versammelten Gästen empfangen.
Derweil kommt der echte Don Pinto an. Er tritt in ein Fettnäpfchen und wird sofort aus der Halle geworfen. Als die Wahrheit um die „drei Pintos“ endlich ans Licht kommt, ist es bereits zu spät. Don Gomez und Clarissa haben sich bereits das Ja-Wort gegeben.

## Entstehungs- und Aufführungsgeschichte
Ob Webers Manuskript der gesamten Oper nach seinem Tod von einem der Trauergäste aus Webers Wohnhaus in London 1826 gestohlen worden ist, wie der englische Musikschriftsteller John Warrack in seiner Weber-Biografie vermutet, lässt sich heute nicht mehr nachweisen. Sicher ist, dass Weber einen gesamten, sehr detaillierten Kompositions-Plan der dreiaktigen Oper hinterlassen hat.
Weber begann die Komposition 1820, seine letzte Arbeit daran ist vom 20. September 1824 datiert. Nur sieben musikalische Nummern der Oper stammen im Original von Webers Hand. Nach seinem Tod hat Webers Frau zunächst Giacomo Meyerbeer die Partiturskizzen zur Bearbeitung und Vollendung übergeben. Doch dieser ließ die Manuskripte zwanzig Jahre unbeachtet liegen. 1847 erhielt sie Webers Sohn Max Maria wieder zurück. Der Enkel des Komponisten, der Hauptmann Carl von Weber, erbte diese Manuskripte. Er lag zu dieser Zeit in Garnison in Leipzig, wo er die Bekanntschaft mit dem jungen Gustav Mahler machte. Mahler, der sich sehr für die Frau Carl von Webers interessierte, erhielt von ihm die Opern-Skizzen und eine selbstverfasste Textrevision des Librettos. Der junge Komponist stellte einen neuen Plan für die drei Akte der Oper auf und komponierte, nach Weberschen Motiven und Themen aus anderen Kompositionen die gesamte Oper, weitgehend wohl im Sinne des Komponisten, im Sommer 1887 neu. Die Uraufführung fand am 20. Januar 1888 im Neuen Stadt-Theater zu Leipzig statt, in der auch Emanuel Christian Hedmondt in der Rolle des Don Gaston de Viratos und Therese Rothauser sangen.

## Rezeption
Schon von den Zeitgenossen wurde das Libretto als problematisch empfunden, auch in der überarbeiteten Fassung: „Der einer Novelle entlehnte Stoff würde sich zu einem Intriguenlustspiel eignen, ist aber für eine komische Oper nicht besonders geschaffen; denn es fehlt ihm die Feinheit, die in Mozarts ‚Hochzeit des Figaro‘ so anziehend wirkt; er ist mehr von schwankartiger Derbheit. (…) Vielleicht hätten die Bearbeiter dem Text neue Würze geben können, wenn sie sich nicht allzu pietätvoll an die Weber’schen Reliquien gehalten hätten: es fehlt die Steigerung; der zweite Akt ist dramatisch inhaltlos und enthält nur lyrische Nummern, so war auch sein Erfolg bei weitem matter als der des ersten Aktes; das Ganze vertrug überhaupt feinere Verknüpfung und schlagfertigeren Humor.“
Die Musik Webers, als auch die Bearbeitung erhielten hingegen den ungeteilten Beifall des Publikums: „Die musikalischen Reliquien Weber’s stammen aus der Zeit, in der er den ‚Freischütz‘ komponirt hatte, gehören also einer Epoche frischen und freudigen Aufschwungs an. Namentlich gilt dies von den Liedern und dem Terzett des ersten Aktes; aber auch das Terzett des dritten Aktes und das Lied des Ambrosio, mag es nun von Weber herrühren oder ihm nachkomponirt sein, sind von graziöser Haltung und gewinnender Frische. Die Arie der Clarissa und das Lied der Laura im zweiten Akt erinnern an die Herzensergüsse von Agathe und Aennchen: beide sind nach andern nicht veröffentlichten Themen des Meisters komponirt. Die Introduktion zum zweiten Akt ist von Mahler sehr geschickt zusammengestellt, wie überhaupt die ganze Einrichtung als eine achtungswerthe Talentprobe des jungen Komponisten erscheint. Die Melodien selbst sollen fast alle aus dem Weber’schen Nachlaß entnommen sein, wenn sie auch nicht für die drei Pinto’s komponirt waren.“

## Diskografie
- Gesamtaufnahme: Gary Bertini; Münchner Philharmoniker, Lucia Popp, Kurt Moll, Heinz Kruse, Werner Hollweg, Franz Grundheber, Hermann Prey u. a.; Label: RCA Classic (1976) / Sony BGM (1995).
- Gesamtaufnahme: Paolo Arrivabeni; National Philharmonic Orchestra of Belarus; Peter Furlong, Robert Holzer, Sophie Marilley, Stewart Kempster, Sinead Campell, Ales Jenis u. a.; Label: Naxos 2004 (aufgenommen im Theatre Royal, Wexford, Irland; Oktober 2003).

## Noten / Libretto
- Die Drei Pintos. Klavierauszug und Textbuch. C.F.Peters, Musikverlag, Frankfurt a. M.
- Werkinformationen in der Carl-Maria-von-Weber-Gesamtausgabe